# USS William B. Preston (DD-344)
USS William B. Preston (DD-344/AVP-20/AVD-7) là một tàu khu trục lớp Clemson được Hải quân Hoa Kỳ chế tạo vào cuối Chiến tranh Thế giới thứ nhất. Nó là chiếc tàu chiến duy nhất của Hải quân Hoa Kỳ được đặt theo tên William B. Preston (1805-1862), một nghị sĩ Quốc hội từng giữ chức vụ Bộ trưởng Hải quân Hoa Kỳ. Được cải biến thành một tàu tiếp liệu thủy phi cơ và được xếp lại lớp với ký hiệu lườn AVP-20 và sau đó là AVD-7, William B. Preston đã tiếp tục phục vụ trong Chiến tranh Thế giới thứ hai cho đến khi xung đột kết thúc. Nó ngừng hoạt động năm 1945 và bị bán để tháo dỡ năm 1946.

## Thiết kế và chế tạo
William B. Preston được đặt lườn vào ngày 18 tháng 11 năm 1918 tại Xưởng hải quân Norfolk ở Portsmouth, Virginia. Nó được hạ thủy vào ngày 9 tháng 8 năm 1919, được đỡ đầu bởi bà William Radford Beale, con gái lớn nhất của Bộ trưởng Preston; được xếp lớp DD-344 vào ngày 17 tháng 7 năm 1920, và được đưa ra hoạt động vào ngày 23 tháng 8 năm 1920 dưới quyền chỉ huy của Đại úy Hải quân James B. Ryan. Đến ngày 7 tháng 9 năm 1920 Hạm trưởng, Trung tá Hải quân William E. Eberle, tiếp nhận quyền chỉ huy con tàu.

## Lịch sử hoạt động

### Thập niên 1920
Sau khi nhập biên chế, William B. Preston hoạt động cùng Đội khu trục 19, tiến hành các cuộc chạy thử máy và huấn luyện ngoài khơi vùng bờ Đông cho đến cuối năm 1920. Sau đó nó đi về phía Nam để gia nhập hạm đội tại vịnh Guantánamo, Cuba cho cuộc cơ động hạm đội mùa Đông; rồi băng qua kênh đào Panama tham gia chuyến viếng thăm của hạm đội đến Callao, Peru, đi đến cảng này vào ngày 21 tháng 1 năm 1921.
William B. Preston sau đó được lệnh điều động sang Đội khu trục 45 thuộc Hải đội Khu trục 14, và gia nhập Hạm đội Á Châu vào giữa năm 1922. Đặt cảng nhà tại Cavite, gần Manila thuộc Philippines, chiếc tàu khu trục di chuyển cùng đội của nó trong các cuộc thực tập và cơ động. Trong những tháng mùa Hè, chúng đặt căn cứ tại Yên Đài ở bờ biển phía Bắc thuộc tỉnh Sơn Đông, Trung Quốc; và di chuyển về phía Nam về vùng biển Philippine cho các cuộc thực tập mùa Đông, xen kẻ với việc viếng thăm các cảng Trung Quốc như Hạ Môn, Phúc Châu và Sán Đầu cũng như thỉnh thoảng có những chuyến đi ngược dòng sông Dương Tử giữa Thượng Hải và Hán Khẩu.

#### Sự kiện Nam Kinh
Vào năm 1926, cuộc Nội chiến Trung Quốc bùng nổ do xung đột giữa các phe phái Bắc và Nam để giành quyền kiểm soát quốc gia. Từ phía Nam, lực lượng Quốc gia của Quốc Dân Đảng tấn công lên phía Bắc từ căn cứ của họ ở Quảng Châu, nhằm mở rộng sự kiểm soát tại khu vực do các lãnh chúa địa phương nắm giữ. Dưới sự chỉ huy của Tưởng Giới Thạch, lực lượng Quốc gia tiến đến Nam Kinh vào tháng 3 năm 1927. William B. Preston đã đi đến thành phố cảng trên sông Dương Tử này vào ngày 21 tháng 3, và thả neo tại bờ sông thành phố cùng với tàu chị em Noa (DD-343). Theo sau mệnh lệnh di tản các công dân Hoa Kỳ, các tàu khu trục đã đón nhận 175 người tị nạn, gồm 102 trên Noa và 73 trên William B. Preston.
Sự xung đột lan đến gần thành phố đã báo động cho các tàu khu trục Hoa Kỳ về mối nguy hiểm của lực lượng Quốc gia đang tiến đến gần; trong khi lực lượng Bắc Dương bị tan rã đã rút chạy khỏi thành phố mà họ dự định phòng thủ, để lại nhiều người nước ngoài bị đe dọa trong thành phố không có sự tự vệ. Một nhóm cảnh vệ vũ trang của Noa đã túc trực trên bờ trong khi các nhóm thông tín viên của William B. Preston và Noa truyền đạt thông tin về tình hình căng thẳng tại Nam Kinh đến các con tàu đang neo đậu dọc sông Dương Tử. Khi tình hình trở nên tồi tệ đến mức không thể đảo ngược, Noa khai hỏa các khẩu pháo 4-inch của nó, tiếp nối bởi sự tham gia của William B. Preston bởi dàn pháo chính; và trong vòng 10 phút đã bắn 22 quả đạn pháo 4-inch để xua đuổi những kẻ tấn công. Thủy thủ trên cả hai con tàu cũng tham gia bằng súng trường Springfield và súng máy Lewis. Tàu tuần dương hạng nhẹ HMS Emerald của Hải quân Anh cùng tàu khu trục HMS Wolsey cũng tham gia bằng hỏa lực của họ; góp phần khiến cho lực lượng Trung Quốc phải rút lui.
Bốn ngày sau, khi tình hình tại Nam Kinh đã ổn định, William B. Preston chuẩn bị rời khu vực này cùng với chiếc SS Kungwo chở đầy người tị nạn vào ngày 25 tháng 3. Các tay súng bắn tỉa từ các chỗ ẩn nấp trên bờ đã bắn vào các con tàu; nó buộc phải khai hỏa súng máy Lewis để đối phó, trong khi con tàu xuôi dòng sông hướng ra phía biển. Ba giờ sau, trong khi đi ngang qua giữa đảo Bạc và pháo đài Hsing Shan, súng cỡ nhỏ lại bắn ra từ trên bờ, thoạt tiên nhắm vào Fungwo và sau đó là William B. Preston, buộc các thủy binh phải bắn trả bằng súng trường và súng máy. Tình hình lại tồi tệ hơn khi một khẩu pháo 3 inch của pháo đài cũng nổ súng vào các con tàu; một quả đạn pháo rơi trước tàu, một phát rơi phía sau và một phát khác xuyên qua bệ điều khiển hỏa lực. Khẩu pháo 4 inch của chiếc tàu khu trục nhanh chóng xoay nhắm vào mục tiêu, bắn ba loạt để đáp trả; cộng với hỏa lực súng máy và súng trường từ chiếc tàu chiến, nó đã làm câm lặng hỏa lực đối địch trên bờ.
William B. Preston và tàu tháp tùng gia nhập cùng chiếc pháo hạm Anh HMS Cricket và SS Wen-chow ở cách 52 hải lý (96 km) bên dưới Trấn Giang. Các tay bắn tỉa một lần nữa quấy phá hải đội Anh-Mỹ, nhưng hỏa lực súng máy của Cricket nhanh chóng buộc phía Trung Quốc phải rút lui. Sau khi bàn giao Kungwo cho chiếc pháo hạm Anh, chiếc tàu khu trục quay trở lại Nam Kinh, không phải bị quấy rầy bởi các tay bắn tỉa. Vào ngày 27 tháng 3 với thêm 70 người tị nạn khác trên tàu, nó rời Nam Kinh xuôi ra biển. Hạm trưởng của nó, Thiếu tá Hải quân G. B. Ashe, nhớ lại phía Trung Quốc đã bố trí một khẩu pháo dã chiến tại một khúc cong quan trọng, nên ra lệnh báo động chiến đấu sớm để đối phó. Con tàu xoay các khẩu pháo của nó nhắm vào đối thủ tiềm năng và giương cao lá cờ Hoa Kỳ trong khi đi quanh khúc cua, sẵn sàng ứng phó. Dù sao phía Trung Quốc cũng đã không nổ súng, để con tàu đi ngang qua an bình.
Được tặng thưởng Huân chương Phục vụ Dương Tử do các hoạt động trên, William B. Preston quay trở lại hoạt động tuần tra thường xuyên không lâu sau đó. Nó quay trở về Hoa Kỳ vào năm 1929, đặt cảng nhà tại San Diego, California và được phân về Hạm đội Chiến trận.

### Thập niên 1930
Đáp ứng những quy định hạn chế vũ trang của những hiệp ước hải quân trong những năm 1920 và 1930, William B. Preston nằm trong số các tàu khu trục được đưa về hạm đội dự bị tại Philadelphia, Pennsylvania. Nó được cho xuất biên chế tại đây vào ngày 15 tháng 10 năm 1934. Sau khi Chiến tranh Thế giới thứ hai nổ ra tại Châu Âu buộc Hải quân Hoa Kỳ phải tăng cường lực lượng, nhu cầu về các tàu phụ trợ để hỗ trợ các hoạt động đa dạng của hạm đội cũng tăng thêm. Vì vậy vào ngày 18 tháng 11 năm 1939, William B. Preston được chọn để cải biến thành một tàu tiếp liệu thủy phi cơ nhỏ và được xếp lại lớp với ký hiệu lườn AVP-20. Không lâu sau đó, nó đi vào Xưởng hải quân New York cho công việc cải biến.
William B. Preston được cho nhập biên chế trở lại vào ngày 14 tháng 6 năm 1940 dưới quyền chỉ huy của Thiếu tá Hải quân Francis J. Bridget. Đến ngày 2 tháng 8, con tàu được xếp lớp lại như một tàu khu trục tiếp liệu thủy phi cơ với ký hiệu lườn AVD-7. Nó rời New York ba ngày sau đó và đi đến Hampton Roads vào ngày hôm sau. Đến ngày 11 tháng 8, nó hướng sang vùng biển Caribe và đi đến vịnh Guantánamo, Cuba bốn ngày sau đó. Nó sau đó đi đến Panama, băng qua kênh đào vào ngày 24 tháng 8 để tiếp tục hướng đi San Diego, đến nơi vào ngày 5 tháng 9 và ghé lại đây trong tám ngày trước khi đi sang vùng biển Hawaii.
Neo đậu tại Căn cứ Tàu ngầm tại Trân Châu Cảng vào ngày 19 tháng 9, William B. Preston tiến hành các hoạt động cùng Hạm đội. Nó tiếp liệu máy bay tuần tiễu, kéo mục tiêu trong các cuộc thực tập hạm đội, cũng như thực hiện các chuyến tuần tra ngoài khơi cho đến ngày 30 tháng 9, sau đó nó neo đậu tại đảo Palmyra tiếp liệu các thủy phi cơ PBY Catalinas cho đến ngày 4 tháng 10, khi nó quay trở về Trân Châu Cảng. Được điều động tăng cường cho Hạm đội Á Châu, nó lên đường vào ngày 6 tháng 12 hướng sang Philippines cho lượt phục vụ thứ hai tại Viễn Đông. Trên đường đi, nó đã phục vụ tại trạm "George" trong khi liên đội thủy phi cơ VP-26 bay ngang trong chặng đường đi đến quần đảo Philippine. Đến ngày 13 tháng 12, nó được tiếp nhiên liệu từ chiếc trước khi đi vào nơi chắn gió của đảo Wake trước khi tiếp tục đi đến Guam. Nó đi đến Apra Harbor vào ngày 17 tháng 12, rồi tiếp tục lên đường cho chặng cuối cùng của hành trình đi Philippines; thả neo tại vịnh Canacao ngoài khơi Xưởng hải quân Cavite vào ngày 22 tháng 12.
Sau khi hoạt động tại khu vực Manila trong suốt lễ Giáng Sinh 1940, William B. Preston đặt căn cứ tại cảng Puerto Princessa gần đảo Palawan, nơi nó tiếp liệu các thủy phi cơ PBY cho đến giữa tháng 1 năm 1941. Di chuyển đến vịnh Tutu thuộc Jolo vào ngày 15 tháng 1, nó viếng thăm vịnh Igat và vịnh Caldera ngoài khơi Mindanao, trước khi quay trở về vịnh Canacao vào ngày 8 tháng 2. Từ tháng 2 đến tháng 11 năm 1941, Hạm đội Á Châu tiếp tục chuẩn bị; một số đơn vị hạm đội cùng với hầu hết các tàu khu trục được gửi xuống phía Nam, nhưng William B. Preston được giữ lại khu vực Philippines sẵn sàng cho mọi tình huống bất ngờ. Nó tiếp liệu các thủy phi cơ PBY, và thỉnh thoảng hoạt động như tàu kéo mục tiêu cho các cuộc cơ động hạm đội tại các đảo phía Nam quần đảo Philippine. Sau khi được đại tu tại Xưởng hải quân Cavite vào tháng 11, nó rời khu vực Manila vào ngày 1 tháng 12 hướng đến vùng bờ biển Đông Nam Mindanao. Khi đi đến vịnh Davao, nó thả neo tại vịnh Malalag, nơi có sự tham gia của một nhóm PBY thuộc Không đoàn Tuần tra 10 mới được thành lập, và tham gia tuần tra không lâu sau đó. Những chiếc máy bay đã thám sát những vịnh và vũng biển nhỏ, truy tìm mọi tàu lạ hay những hoạt động khả nghi.

### Thế Chiến II

#### 1941
Khoảng sau 03 giờ 00 sáng ngày 8 tháng 12 năm 1941, nhận được bức điện vô tuyến: "Nhật Bản đã có hoạt động thù địch. Hãy tự hành xử thích hợp". Vào lúc đó, Đế quốc Nhật Bản đã tung ra cuộc tấn công bất ngờ xuống Trân Châu Cảng bằng không lực tàu sân bay, trong khi hạm đội tàu nổi của họ tiến về phía Nam từ Đông Dương, tiếp cận các thuộc địa giàu nguồn tài nguyên của Anh và Hà Lan ở Malaya và Đông Ấn. Philippine cũng nằm trong số những mục tiêu của kế hoạch xâm chiếm này.
Không lâu sau khi nhận được thông báo chiến tranh bắt đầu, mọi thủy phi cơ mà William B. Preston tiếp liệu đã sẵn sàng hoạt động. Hai chiếc bị chậm trễ trong khi những máy bay còn lại cất cánh để tuần tra bên trên biển Celebes. Trong khi đó, con tàu chuyển nơi neo đậu cách xa hai chiếc Catalina, hạn chế nguy cơ một quả bom có thể phá hủy cả con tàu lẫn hai chiếc thủy phi cơ. Thủy thủ trên tàu bận rộn nạp đạn các khẩu súng máy phòng không Browning.50-caliber làm mát bằng nước, và tháo dỡ các tấm bạt vốn che chở thủy thủ đoàn khỏi ánh nắng mặt trời miền nhiệt đới. Lúc khoảng 08 giờ 00, Hạm trưởng con tàu, Thiếu tá Hải quân Etheridge Grant, đang kiểm tra việc chuẩn bị để có thể nhổ neo trong trường hợp cần thiết. Bất ngờ trinh sát viên hô to: "Máy bay !"; Grant chạy nhanh đến cầu tàu trong khi máy bay Nhật lượn vòng chung quanh mũi đất nhỏ che chở vịnh Malalag khỏi vịnh Davao lớn hơn. Những kẻ tấn công bao gồm chín máy bay tiêm kích Mitsubishi A5M "Claude" và mười ba máy bay ném bom bổ nhào Aichi D3A "Val" cất cánh từ tàu sân bay Ryūjō. Đây là cuộc đối đầu Mỹ-Nhật đầu tiên trong chiến tranh tại Philippines.
Ưu tiên nhắm vào các thủy phi cơ còn neo tại phao nổi trên mặt nước, những chiếc "Claude" nhắm vào những chiếc Catalina, phá hủy chúng tan tành thành những mảnh vụn trong khi những người sống sót của các đội bay đưa một người chết và một người bị thương bơi vào bờ. William B. Preston lúc đó thả một chiếc xuồng để giúp cứu hộ những người sống sót, rồi lên đường hướng ra biển, chạy zig-zag khi băng ngang vịnh trong khi những chiếc "Claude" và "Val" tấn công nó. Né tránh được các quả bom, nó trải qua cuộc tấn công mà không bị hư hại, rồi quay trở vào vịnh thu hồi chiếc xuồng và những người sống sót từ hai chiếc thủy phi cơ bị mất.
Cuối ngày hôm đó, nhận mệnh lệnh được phái đến vịnh Moro, William B. Preston lên đường để thiết lập một căn cứ tiền phương mới cho những chiếc PBY tại vịnh Police. Rút lui khỏi vịnh Davao, nó băng ngang bốn tàu khu trục Nhật Bản vốn đang tập trung vào một chiến sự lớn nào đó ở nơi khác. Một giờ sau, một máy bay trinh sát đối phương phát hiện và dõi theo nó trong ba giờ, khiến thủy thủ trên tàu dự đoán chúng sẽ tung ra đợt tấn công thứ hai hoàn tất công việc trước đó. Con tàu áp sát theo bờ biển trong phạm vi an toàn cho phép, do Thiếu tá Grant muốn chuẩn bị để mắc cạn con tàu khi cần thiết; nhưng máy bay trinh sát đối phương rời đi, để lại con tàu một mình.
Đi đến cửa vịnh Moro lúc xế trưa, con tàu thả neo cho đến sáng hôm sau khi nó đi vào vịnh, nơi một chiếc PBY đã đến và chờ đợi để được tiếp liệu. Thêm ba chiếc Catalina khác cũng đến xế chiều hôm đó, cùng với hai thủy phi cơ OS2U Kingfisher vốn được phối thuộc cùng Heron (AVP-2) tại Balabac. Sau khi nhận được tin tức quân Nhật đã đổ bộ lên phía Bắc Gagayan và tiến quân trên bộ về hướng Police, con tàu chuẩn bị lên đường, phái các PBY tuần tra tại biển Celebes. Sau khi gửi thông điệp hẹn gặp các máy bay tại vịnh Tutu, Jolo, chiếc tàu tiếp liệu khởi hành vào ngày 10 tháng 12. Nó đi đến vịnh Tutu cuối ngày hôm đó, nơi những chiếc PBY đang chờ đợi và báo cáo không thấy dấu vết đối phương trong các chuyến tuần tra càn quét. Lúc hoàng hôn, bóng dáng một loạt các cột ăn-ten và ống khói không rõ nhận dạng xuất hiện di chuyển ở đường chân trời phía Nam.
Ngày hôm sau, những chiếc thủy phi cơ lại được phái đi tuần tra, trong khi William B. Preston nhổ neo để đi Tawi Tawi. Trên đường đi, nó nhận được tin các chiếc PBY sẽ quay trở lại hồ Lanao ở Mindanao trong khi những chiếc OS2U sẽ quay lại tàu của chúng ở Tawi Tawi. Mặc dù chưa bao giờ đưa lên tàu bất kỳ chiếc máy bay nào, các thủy thủ đã lắp một cần cẩu giữa hai chiếc xuồng máy và đặt những tấm lót cho phao nổi trung tâm của chiếc Kingfisher làm bằng đệm và áo phao. Một chiếc OS2U được đưa lên tàu đặt tại vị trí này trong khi chiếc kia được kéo theo sau phía đuôi tàu. Thời tiết êm ả và vận tốc chậm 15 kn (28 km/h) giúp đưa được hai chiếc thủy phi cơ Kingfisher đến Tarakan, Borneo an toàn.
Gặp gỡ hai tàu khu trục Hà Lan khác Kortenaer và Witte de With, William B. Preston đi vào cảng Tarakanbut, nhưng rồi lại lên đường không lâu sau đó để đi đến Balikpapan, Borneo, gia nhập cùng nhiều tàu chiến khác của Hạm đội Á Châu: Marblehead (CL-12), Holland (AS-3), Langley (AV-3), Gold Star (AK-12) và Heron. Hai giờ sau khi đến nơi, nó nhận được mệnh lệnh tháp tùng hạm đội nhỏ này đi Makassar, khởi hành vào ngày 13 tháng 12. Sau khi đi đến Makassar, nó trải qua ba ngày được tiếp liệu và cập nhật tin tức về diễn biến của cuộc chiến tranh. Nhật Bản đang càn quét về phía Nam, quét sạch mọi thứ trên đường đi, buộc lực lượng Đồng Minh trên bộ, không quân và hải quân phải rút lui về Đông Ấn thuộc Hà Lan. Con tàu đi đến Surabaya, Java không lâu trước lễ Giáng Sinh, và sau khi được tiếp liệu và tiếp nhiên liệu đã rời cảng này vào ngày 27 tháng 12.

#### 1942
William B. Preston đi đến Darwin, Australia vào ngày 2 tháng 1 năm 1942, và không lâu sau được lệnh tích trữ đầy đủ nhiên liệu cũng như phụ tùng, thực phẩm và các đội bay thay thế cho số nhân lực bị tiêu hao của Không đoàn Tuần tra 10. Con tàu sau đó đi lên phía Bắc đến Ambon ở Đông Ấn thuộc Hà Lan, chật chội với hàng trăm người chở thêm và hàng hóa nặng bên trên. Đi đến Ambon, nó gặp gỡ tàu chị em Childs (AVD-1), và đã chuyển giao cho nó lượng nhiên liệu đủ để đi đến Darwin. Sau khi chuyển lên bờ nhân sự và hàng hóa, con tàu tiếp tục đi đến Kendari, nơi nó được ngụy trang cho phù hợp với sườn dốc cạnh nơi nó neo đậu. Việc ngụy trang có hiệu quả đến mức những chiếc PBY gặp khó khăn trong việc tìm kiếm nó mỗi khi quay về căn cứ. Trong thời gian còn lại của tháng 1 và sang tháng 2, con tàu tiếp tục hoạt động tiếp liệu cho các thủy phi cơ, khi chúng vất vả chống trả cuộc tấn công dồn dập của quân Nhật. Vào ngày 12 tháng 2, nó thả neo tại Darwin để tiếp liệu cho những chiếc PBY tại căn cứ phía Bắc Australia này. Sau khoảng một tuần, lượng nhiên liệu của nó sắp cạn, buộc Thiếu tá Hải quân hạm trưởng Grant phải lên bờ sắp xếp việc chuyển giao nhiên liệu và xăng máy bay đang rất cần đến cho con tàu.
Lúc 09 giờ 55 phút, trinh sát viên trên tàu báo cáo về một đội hình máy bay đối phương lớn đang tiếp cận, và con tàu chuyển sang chế độ trực chiến. Trong vòng vài phút, nó lên đường dưới quyền chỉ huy của Hạm phó, Đại úy Hải quân Lester O. Wood, và chạy zig-zag qua cảng đông nghẹt tàu bè để tiến ra biển khơi. Đợt máy bay đầu tiên tấn công vào thị trấn cùng các kho nhiên liệu và bến tàu gần đó; đợt thứ hai nhằm vào tàu bè trong cảng, với mục tiêu chính là các tàu hàng và tàu vận tải. Chỉ trong vòng vài phút tiếp nối nhau, các tàu vận tải Tulagi và Meigs bị đánh trúng, và các con tàu khác dọc theo bến tàu cũng bị trúng bom của cuộc không kích tại khu vực bến tàu. Bốn quả bom đã rơi trước mũi của William B. Preston làm vỡ cửa sổ cầu tàu. Hỏa lực phòng không.30 và.50 caliber đã giữ một số máy bay tấn công ở khoảng cách xa, nhưng một số vẫn tiếp cận và tấn công quyết liệt. Chậm trễ hơn trong việc lên đường, tàu khu trục Peary (DD-226) bị những quả bom vây phủ chung quanh; và sau khi bị đánh trúng, nó bốc cháy và đắm với đuôi chìm trước.
Chiếc tàu tiếp liệu thủy phi cơ là mục tiêu tiếp theo bị đối phương nhắm đến, và nó bị đánh trúng phía đuôi ngay trước sàn sau. Nó bị mất điều khiển bánh lái từ trung tâm, nên tạm thời phải được kiểm soát bánh lái bằng tay tại chỗ. Đại úy Wood khéo léo điều khiển con tàu bằng cách thay đổi vận tốc động cơ, và bất chấp bánh lái bị kẹt, đã thành công trong việc đưa con tàu ra khơi. Đi về phía Nam dọc theo bờ biển phía Tây Australia, con tàu sửa chữa những hư hại chiu đựng. Mười một người đã thiệt mạng, hai người mất tích và ba người bị thương do quả bom đánh trúng phía đuôi tàu. Phần đuôi tàu bị hỏng nặng; khẩu pháo 4 inch và các súng máy tại đây bị loại khỏi vòng chiến. Lúc khoảng 14 giờ 45 phút, một thủy phi cơ trinh sát Nhật Bản Kawanishi E7K "Mavis" lại tấn công con tàu, nhưng những quả bom nó ném ra nổ cách xa con tàu một cách vô hại; đối phương từ bỏ cuộc tấn công sau đó.
Tiếp tục đi đến Derby, Western Australia, William B. Preston ghé tạm qua một bãi đá ngầm khi nó tiến vào cảng, và giảm tốc độ hiệu quả của động cơ bên mạn phải xuống còn 8 kn (15 km/h). Trong khi đó, chiếc PBY duy nhất còn phối thuộc cho con tàu đã bay đến từ Darwin, chở theo những thành viên bị mắc lại trên bờ không thể trở lại tàu khi xảy ra cuộc tấn công. Trong số đó có Thiếu tá Hạm trưởng Grant, người bị hất tung khỏi một xuồng máy trong khi cố quay trở lại con tàu. Vào ngày 23 tháng 2, chiếc tàu tiếp liệu bị hư hại tiếp tục đi đến Broome, Australia, có thêm Childs và Heron tháp tùng không lâu sau đó; cả hai đã trợ giúp vào việc sửa chữa khẩn cấp những hư hỏng trên tàu. Khi Java thất thủ, ba trong số các thủy phi cơ của William B. Preston đã trợ giúp việc triệt thoái lực lượng khỏi Surabaya và Tjilatjap. Trong khi đó, con tàu được lệnh đi đến Fremantle để sửa chữa.
Tuy nhiên, sau khi đi đến nơi, do không có đủ cơ sở vật chất cần thiết sẵn có cho việc sửa chữa, nên con tàu được hướng dẫn đi đến Sydney tại bờ Đông Australia. William B. Preston được đại tu và sửa chữa; các khẩu pháo 4-inch cũ được thay thế bằng pháo phỏng không 3-inch, trong khi pháo Oerlikons 20 mm được bổ sung để tăng cường hỏa lực phòng không tầm gần. Sau khi hoàn tất, con tàu đi đến Fremantle, trình diện để hoạt động cùng Chỉ huy Không đoàn Tuần tra 10 vào tháng 6 năm 1942. Vào lúc này, Java cũng như Philippines và Malaya thuộc Anh đã thất thủ; tiểu lục địa Australia trở thành lãnh thổ Đồng Minh cuối cùng tại khu vực Tây Nam Thái Bình Dương ngăn chặn sự bành trướng tiếp theo của Đế quốc Nhật Bản. Hoạt động từ Fremantle, chiếc tàu khu trục-tiếp liệu thủy phi cơ luân phiên cùng với Heron và Childs hoạt động tại các căn cứ tiền phương ở vịnh Exmouth và Fremantle trong suốt mùa Hè 1942.
Thả neo tại khu vực phụ cận vịnh Rest, vịnh Exmouth, Western Australia, William B. Preston tiếp tục hoạt động như một tàu tiếp liệu thủy phi cơ cho đến đầu tháng 7, phối thuộc cùng Không đoàn Tuần tra 10 và phục vụ cho hai chiếc PBY-5: một chiếc tiến hành tuần tra hàng ngày xa đến tận Broome trong khi chiếc kia neo đậu gần con tàu, và đội bay nghỉ ngơi trên tàu. Con tàu luôn trong tư thế sẵn sàng nhổ neo, cả ngày lẫn đêm; dù sao biển tương đối lặng bên trong vịnh và thời tiết rất thuận lợi cho các hoạt động bay giúp các hoạt động này suôn sẻ. Được Heron thay phiên vào ngày 14 tháng 7, nó rời vịnh Exmouth hướng đi Fremantle để bảo trì. Cặp bên mạn chiếc Isabel (PY-10) tại bến tàu Bắc của Fremantle, nó được sửa chữa, tiếp nhiên liệu, xăng máy bay cùng phụ tùng tiếp liệu trong tám ngày tiếp theo, trước khi khởi hành vào ngày 26 tháng 7. Nó quay trở lại vịnh Exmouth thay phiên cho Heron vào ngày 29 tháng 7. Trong thời gian còn lại của năm 1942 và cho đến đầu năm 1943, nó tiếp tục nhịp điệu thường lệ này, luân phiên nhiệm vụ cùng Heron và Childs và được bảo trì tại Fremantle.

#### 1943
Vào tháng 2 năm 1943, một cơn bão mạnh đã tiến vào vịnh Exmouth, thổi bay hai chiếc PBY lên trên dãi san hô. Một chiếc Catalina thứ ba đã cất cánh bất chấp cơn bão, bay qua mây mù và mưa giông dày đặc để đi đến Geraldton an toàn. Trong vòng hai ngày, máy bay thay thế được gửi đến, và William B. Preston tiếp nối các hoạt động tiếp liệu. Vào ngày 1 tháng 4, nó di chuyển đến Shark's Bay, Western Australia, phục vụ như một căn cứ tiền phương; rồi phục vụ cho những chiếc PBY trong một thời gian tại đảo West Lewis, gần đảo Enderby, Western Australia.

#### 1944
Sau khi bảo trì và đại tu toàn bộ vào tháng 1 năm 1944, William B. Preston hoạt động ngoài khơi Fremantle trong các cuộc thực tập chống tàu ngầm, và phục vụ như tàu mục tiêu cho các hoạt động tàu ngầm tại cảng này. Nó tiếp tục hoạt động tương tự trong mùa Xuân và mùa Hè 1944. Tại Darwin vào ngày 18 tháng 8, nó đón lên tàu Chỉ huy phó Không đoàn Tuần tra 10 cùng những nhân sự của đơn vị này để được đưa đến quần đảo Admiralty. Sau khi rời Australia, nó tiếp tục đi New Guinea, đi đến vịnh Milne vào ngày 22 tháng 8; rồi tiếp tục hành trình đi Admiralty, thả neo tại Manus vào ngày 24 tháng 8, tiễn những vị khách lên bờ và tiếp nhiên liệu để tiếp tục đi quần đảo Ellice; nó đi đến Funafuti vào ngày 31 tháng 8.
Được điều về Lực lượng Phục vụ Hạm đội Thái Bình Dương, và theo lệnh của Tư lệnh Không lực Hạm đội, William B. Preston lên đường quay trở về Hoa Kỳ, ghé qua đảo Palmyra và Trân Châu Cảng trên đường đi. Con tàu về đến San Francisco, California vào ngày 18 tháng 9, rồi tiếp tục đi đến San Pedro, California và vào Xưởng hải quân Terminal Island để đại tu. Từ ngày 1 tháng 10 đến ngày 8 tháng 11, con tàu được sửa chữa và nâng cấp vũ khí, bảo trì lườn tàu, rồi tiến hành chạy thử máy cho đến ngày 16 tháng 11. Trở ra khơi vào ngày 21 tháng 11, nó gặp gỡ Ranger (CV-4) khi chiếc tàu sân bay tiến hành các hoạt động huấn luyện để chuẩn nhận tàu sân bay cho phi công mới của hải quân.
Trong thời gian còn lại của năm 1944, William B. Preston hoạt động như tàu canh phòng máy bay và hộ tống chống tàu ngầm ngoài khơi San Diego, California. Luân phiên hoạt động cùng Ranger hoặc tàu sân bay hộ tống Matanikau (CVE-101), nó canh chừng những máy bay bị rơi trong tay những học viên phi công đang tập chế ngự những máy bay tiêm kích Grumman F6F Hellcat hoạt động trên tàu sân bay.

#### 1945
Trải qua ngày đầu năm mới 1945 tại San Diego, William B. Preston tiếp tục làm nhiệm vụ tuần tra và canh phòng máy bay. Nó rời cảng nhà vào ngày 2 tháng 1 để tham gia cùng Matanikau ngoài khơi bờ biển California, và trong các hoạt động không lực vào ngày 3 tháng 1, một chiếc Hellcat đã bị rơi khi cất cánh. Chiếc tàu khu trục đã đi đến hiện trường, thả xuồng vớt viên phi công và đưa anh quay trở lại chiếc tàu sân bay. Trong thời gian còn lại của tháng 1 và bước sang tháng 2, nó làm nhiệm vụ tương tự, cho đến khi quay về xưởng tàu của hãng Bethlehem Steel ở Alameda, California vào ngày 14 tháng 2 để sửa chữa, ở lại cho đến ngày 21 tháng 2, và gia nhập trở lại cùng Matanikau trong các hoạt động chuẩn nhận phi công tàu sân bay.
Sau khi quay trở về cảng San Diego để khảo sát lườn tàu, William B. Preston hoạt động cùng một loạt các tàu sân bay trong việc huấn luyện không lực: Takanis Bay (CVE-89), Thetis Bay (CVE-90), Siboney (CVE-112) và Ranger. Vào ngày 26 tháng 7, một cơn sóng lớn bên mạn trái đã ập vào cầu tàu, làm ngập nước phòng vô tuyến khiến nó không hoạt động; nó phải tách khỏi nhiệm vụ và quay về San Diego để sửa chữa. Sau khi hoàn tất, nó quay lại nhiệm vụ canh phòng máy bay, luân phiên hoạt động cùng Ranger và Puget Sound (CVE-113). Khi chiến tranh kết thúc vào ngày 15 tháng 8 năm 1945, chiếc tàu chiến kỳ cựu đang thả neo tại cảng San Diego.
Khi chiến tranh kết thúc và những con tàu mới hơn gia nhập hạm đội, nhu cầu hoạt động của những con tàu cũ như William B. Preston không còn nữa. Nó rời vùng bờ Tây và đi đến Philadelphia vào ngày 9 tháng 10 năm 1945, chuẩn bị ngừng hoạt động. Nó được cho xuất biên chế vào ngày 6 tháng 12 năm 1945; và đến ngày 3 tháng 1 năm 1946 tên nó được cho rút khỏi danh sách Đăng bạ Hải quân. Lườn tàu được bán cho hãng Northern Metals Company tại Philadelphia để tháo dỡ vào ngày 6 tháng 11 năm 1946.

## Phần thưởng
William B. Preston được tặng thưởng Huân chương Phục vụ Dương Tử khi phục vụ tại Trung Quốc năm 1927 và một Ngôi sao Chiến trận do thành tích phục vụ trong Thế Chiến II.